# Kamnica (Polska)
Kamnica (kaszub. Kamnice, niem. Kamnitz) – osada w Polsce położona na Pojezierzu Bytowskim, w województwie pomorskim, w powiecie bytowskim, w gminie Miastko. Na południe od Kamnicy znajdują się jeziora Pajerskie i Kamnickie.
W latach 1975–1998 miejscowość administracyjnie należała do województwa słupskiego.

## Zabytki
Według rejestru zabytków NID na listę zabytków wpisany jest zespół pałacowy z pocz. XIX w., nr rej.: A-256 z 21.07.1987: zrujnowany neobarokowy pałac nakryty wysokim mansardowym dachem i park.
Ponadto znajdują się tu pozostałości wczesnośredniowiecznego grodziska.